# Stożeczkowate
Stożeczkowate (Euconulidae) – szeroko rozprzestrzeniona po świecie rodzina lądowych ślimaków trzonkoocznych (Stylommatophora), obejmująca około 150 gatunków żyjących w wilgotnych siedliskach. Ich muszla jest mała, kulisto-stożkowata, z licznymi skrętami. Ślady kopalne stożeczkowatych pochodzą co najmniej z paleocenu.
W Polsce stwierdzono 2 gatunki: Euconulus fulvus i Euconulus praticola.

## Systematyka
Do niedawna w obrębie rodziny wyróżniano 2 podrodziny – Euconulinae i Microcystinae. Obecnie ten drugi takson traktowany jest zwykle jako osobna rodzina (Microcystidae), zaś w obrębie Euconulidae podrodzin już się nie wyróżnia. Do Euconulidae należą następujące rodzaje:

- Afroconulus Van Mol & van Bruggen, 1971
- Afroguppya de Winter & van Bruggen, 1992
- Afropunctum F. Haas, 1934
- Cancelloconus I. Rensch, 1932
- Coneuplecta Möllendorff, 1893
- Diepenheimia Preston, 1913
- Discoconulops T. Habe, 1946
- Discoconulus Reinhardt, 1883
- Dryachloa F.G. Thompson & H.G. Lee, 1980
- Euconulus Reinhardt, 1883
- Gaillardia Fischer-Piette, C.P. Blanc, F. Blanc & F. Salvat, 1994
- Guppya Mörch, 1867
- Habroconus Crosse & P. Fischer, 1872
- Kororia H.B. Baker, 1941
- Louisia Godwin-Austen, 1908
- Luchuconulus Pilsbry, 1928
- Palaua H.B. Baker, 1941
- Papuarion Van Mol, 1973
- Parasitala Thiele, 1931
- Sabalimax Tillier & Bouchet, 1989
- Sculpteuconulus E. Gittenberger, Gyeltshen & Sherub, 2021
- Serostena Iredale, 1941
- Tikoconus Barrientos, 2019
- Velifera W.G. Binney, 1879

Rodzajem typowym rodziny jest Euconulus.